# Mulheres em Timor-Leste

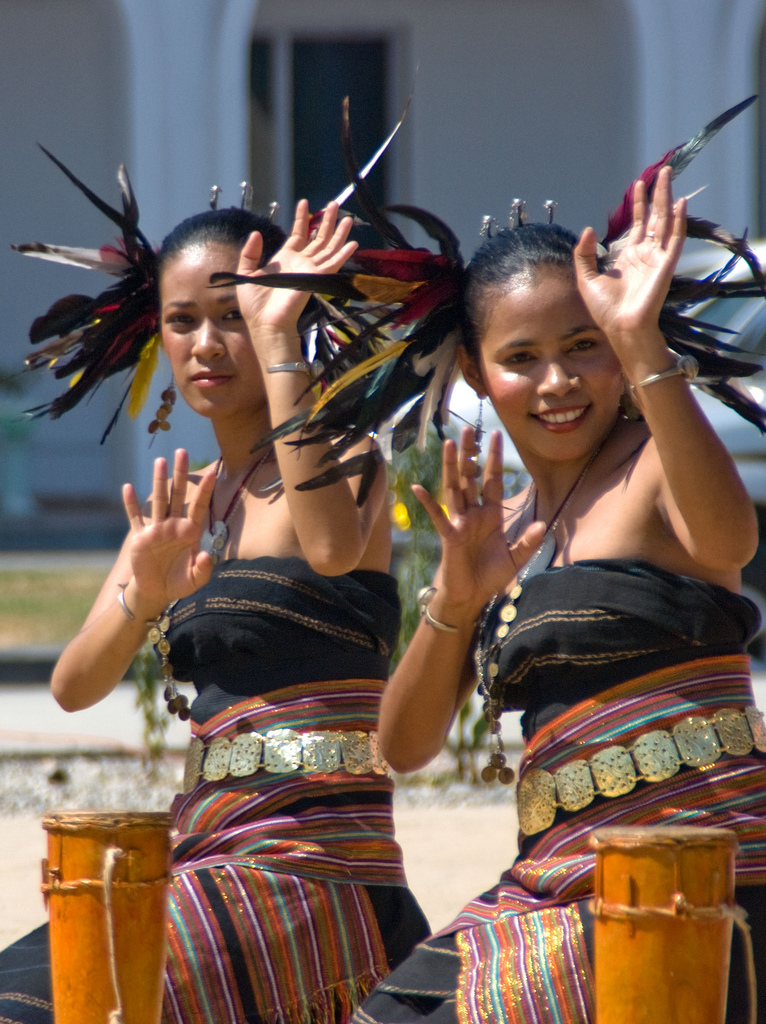
Mulheres timorenses executando uma dança tradicional.

Entre as práticas tradicionais que desafiam o estatuto das mulheres em Timor-Leste estão a não capacidade jurídica de herdar imóveis próprios e a noção cultural que as mulheres normalmente devem dedicar-se às atividades do lar.
Para além destes conceitos habituais, as mulheres timorenses também enfrentaram a violência doméstica. Casos de estupro e escravidão sexual foram alegadamente cometidos por milícias timorenses pró-integração durante a crise de setembro de 1999 em Timor-Leste. Uma das organizações que promovem a capacitação e igualdade do género para as mulheres de Timor-Leste é o Fundo de Desenvolvimento das Nações Unidas para a mulher (UNIFEM). Em 2010, foi aprovada uma lei que torna a violência doméstica um crime público, mas a prática continuou a prevalecer, no entanto. Num Inquérito Demográfico e de Saúde realizado entre 2009-10, mostrou que 36% das mulheres casadas relataram ter sofrido violência física, psicológica ou sexual por seu marido ou parceiro, mas apenas 24% relataram discutir este assunto com ninguém e apenas 4% responderam que procuraram a ajuda da polícia. De acordo com a mesma pesquisa, 71% dos homens acreditam que a negligência nos cuidados das crianças justifica o marido agredir a esposa, enquanto 72% das mulheres acreditam que é justificado um marido bater na sua esposa se ela sair de casa sem informá-lo.
De acordo com os ativistas das organizações não-governamentais, como a Assistência Jurídica para Mulheres e Crianças (em tétum:  Asisténsia Legál ba Feto no Labarik; ALFeLa), a violência doméstica é bastante comum na sociedade timorense, sobretudo nas regiões rurais. Ela caracteriza-se, atualmente, no maior entrave jurídico e cultural para a garantia dos direitos das mulheres em Timor-Leste, mesmo registando-se os avanços jurídicos consideráveis nos últimos anos. A falta da representatividade política feminina também se constitui num dos maiores entraves para a emancipação da mulher, apesar de 38,5% dos parlamentares timorenses serem do sexo feminino, uma das mais altas taxas no Sudeste Asiático. Quando se trata do mercado de trabalho, cerca de 38,4% das mulheres na idade economicamente ativa estão inseridas nas atividades profissionais. No entanto, há ainda uma grande limitação nas funções trabalhistas e na remuneração advindas das atividades profissionais, com os homens a receber quase o dobro das mulheres quando se realiza uma função semelhante. No país, não há nenhum órgão a nível nacional que trate sobre as políticas para mulheres.